# Вермасручей (приток Нижней Охты)
Вермасручей — ручей в России, протекает по территории Кривопорожского сельского поселения Кемского района и Сосновецкого сельского поселения Беломорского района Республики Карелии. Длина ручья — 23 км.
Ручей берёт начало из ламбины без названия и далее течёт преимущественно в юго-восточном направлении по заболоченной местности. В среднем течении протекает через озеро Вермас.
Вермасручей в общей сложности имеет 14 малых притоков суммарной длиной 24 км.
Втекает с левого берега в реку Среднюю Охту, впадающую в реку Кемь.
Населённые пункты на ручье отсутствуют.
Код объекта в государственном водном реестре — 02020001012202000004785.